# Vastanavis cambayensis
Vastanavis cambayensis — викопний вид папугоподібних птахів, що існував в ранньому еоцені. Викопні рештки птаха знайдені у відкладеннях формації Cambay Shale на заході Індії.